# Apamin
Apamin bezeichnet ein im Bienengift enthaltenes neurotoxisches Peptid, das aus 18 Aminosäureresten besteht.
Es bindet sich in spezifischer Weise an calciumabhängige Kaliumkanäle, die sogenannten SK-Kanäle (small conductance), die durch Tetraethylammonium nicht hemmbar sind, und blockiert sie dabei. Diese Kanäle sind für die Nachhyperpolarisation nach dem Aktionspotential verantwortlich. Apamin wird in der experimentellen Neurowissenschaften als Marker für diesen Kanaltyp verwendet.